# George Porter, Baron Porter of Luddenham

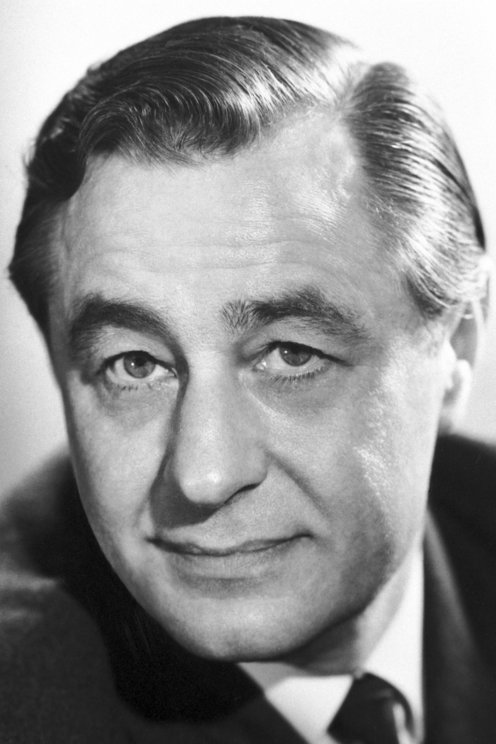
George Porter

George Porter, Baron Porter of Luddenham (* 6. Dezember 1920 in Stainforth, South Yorkshire; † 31. August 2002 in Canterbury) war ein englischer Chemiker, Nobelpreisträger und Politiker.

## Leben und Werk
Porter ging auf die Thorne Grammar School in Thorne bei Doncaster, South Yorkshire (heute: Trinity Academy) und bekam danach ein Stipendium für die University of Leeds, wo er seinen Bachelor in Chemie erhielt. Er diente danach während des Zweiten Weltkriegs in der Royal Naval Volunteer Reserve.
Porter arbeitete unter Ronald Norrish als Forscher an der Universität von Cambridge. Er entwickelte eine Flash Photolyse genannte Methode, um Informationen über kurzlebige Moleküle zu erhalten, die den ersten Nachweis für freie Radikale bot. Später verwendete er diese Methode, um die Feinheiten der Lichtreaktionen in der Photosynthese zu studieren, insbesondere bezüglich Anwendungen in der Wasserstoffwirtschaft, die er ausgesprochen befürwortete.
Er war 1953–54 Assistant Director der British Rayon Research Association, in der er die Bildsynthese von gefärbten Zellulosestoffen im Sonnenlicht erforschte.
Porter wurde 1966 Fullerian Professor of Chemistry und Direktor der Royal Institution. Unter seiner Führung wurde in der Royal Institution die Firma für Applied Photophysics eingerichtet, die aufgrund von Forschungsergebnissen Instrumente herstellte. 1967 wurden Manfred Eigen, R. Norrish und er „für ihre Untersuchungen von extrem schnellen chemischen Reaktionen, die durch Zerstörung des Gleichgewichts durch sehr kurze Energieimpulse ausgelöst werden“ mit dem Nobelpreis für Chemie ausgezeichnet. Im gleichen Jahr nahm er einen Ruf als Visiting Professor am University College London an.

## Auszeichnungen, Preise und Mitgliedschaften (Auswahl)
- 1955: Corday-Morgan-Preis
- 1960: Fellow of the Royal Society
- 1967: Nobelpreis für Chemie
- 1969: Liversidge Award der Royal Society of Chemistry
- 1971: Davy Medal
- 1972: Knight Bachelor
- 1974: Korrespondierendes Mitglied der Göttinger Akademie der Wissenschaften[4]
- 1975: Theodor-Förster-Gedächtnisvorlesung
- 1976: Kalinga-Preis für die Popularisierung der Wissenschaft
- 1978: Rumford-Medaille
- 1979: Aufnahme in die American Academy of Arts and Sciences
- 1983: Ehrenmitglied (Honorary Fellow) der Royal Society of Edinburgh[5]
- 1985: Präsident der British Association
- 1985–1990: Präsident der Royal Society
- 1986: Mitglied der American Philosophical Society[6]
- 1989: Member des Order of Merit
- 1990: Life Peer als Baron Porter of Luddenham, of Luddenham in the County of Kent
- 1991: Ellison-Cliffe Medaille
- 1992: Copley Medaille
- 1995: Ehrendoktor in Jura University of Bath[7]
- 2001: Benennung des Chemiegebäudes an der University of Leicester in George Porter Building

Er war unter anderem Mitglied der Deutschen Akademie der Naturforscher Leopoldina – Nationale Akademie der Wissenschaften, der Ungarischen Akademie der Wissenschaften, der Päpstlichen Akademie der Wissenschaften, der National Academy of Sciences der Vereinigten Staaten und der Russischen Akademie der Wissenschaften.
Er war von 1984 bis 1995 Kanzler der University of Leicester.